# Vassalord.
『Vassalord.』（ヴァッサロード）は、黒乃奈々絵の漫画作品。「コミックブレイドZEBEL」創刊号（マッグガーデン刊）→月刊コミックブレイドアヴァルスにて2013年3月号まで連載された。ドラマCDがフロンティアワークスから発売されている。単行本は全7巻。

## 概要
作者の好きなものを多く詰め込んだ、女性向けの作品。本作の舞台やキャラクターなどの設定にはキリスト教・吸血鬼など史実や伝承からの引用も多く、台詞回しにはB級映画、旅行好きの作者の趣味を反映して複数の国を舞台に話が進んでいく。躍動的なアクションシーンなど、男性にも楽しめる要素も多くある。
主人公のジョニー・レイフロとチャールズ・クリスフントのデザインは、もともとはコミックBLADE ZEBEL誌創刊号の表紙のために描き下ろされたものであり、本作の執筆にあたってそれを流用した形になる。もともと、作者は全く別の系統の作品を同誌に掲載する予定だったという。

## あらすじ
謎多き吸血鬼レイフロと、レイフロの隷属でありながらヴァンパイアハンターでもあるサイボーグの青年チャーリー。悠久の生で夜を生きる2人は、レイフロの過去の因縁と、「不死の売買」と呼ばれる人工吸血鬼を作成する陰謀に巻き込まれていく。

## 用語
吸血鬼
永遠の若さと強大な力を手に入れた者。人外の力を多数得ることが出来るが、下記のような新たな制約も架される。
- 心臓を傷つけてはならない
- 日光を浴びてはならない
- 定期的に血液を摂取しなければならない

他、銀や十字架に触れると火傷する、聖書の内容を口にすると死に瀕する等。チャーリーは身体を機械に換装することで、これらの弱点をある程度克服している。
真祖
吸血鬼の内、魔術などによって堕落し、“三つのもの”を失うことと引き換えに吸血鬼となった者の総称。日光を浴びれば灰になることは隷属と変わらないものの、核が一匹の蝙蝠に姿を変えるだけで、核が無事ならば七日七晩の後に復活する。どの姿であっても心臓を破壊されれば死ぬ。
隷属
元は人間だった者が吸血鬼によって吸血鬼と化し、その支配下に置かれた者の総称。特定の条件下で“マスター”となる吸血鬼が人間に“血を与える”ことで誕生する。吸血鬼が自分の血液から作り出した使い魔もそう呼ばれているものの、上記とは同一のものではない。彼らも心臓を破壊されれば消滅する。
ヴェドゴニャ
土曜日に赤い羊膜に包まれて生まれた人間。吸血鬼を殲滅するための高い能力を誇る、生まれついてのヴァンパイアハンターだが、その死後は吸血鬼となる。吸血鬼を先祖に持つ者が成るケースが多い。
ヴァッサロード(vassalord)
製薬会社ウッズレイが開発した薬剤。表世界にはその名は知られていないものの、同社が大企業へ発展したきっかけともなった。これを注射された人間は吸血鬼となり、代金が高額であるにもかかわらず、その不死性や永遠の若さに惹かれて手を染める者が人知れず増加している。投与された人間の6割が適合できずに死に至り、またカザン牧師のように異形の存在へ変貌するなど、一般的な吸血鬼になれるとは限らない。
科学的・生物学的な観点からの吸血鬼研究によって生み出された化学薬品であり、細胞の秘めた力を刺激して逆転写酵素を利用し、RNAの情報をDNAに上書き・融合させ、驚異的な治癒力や細胞の不死化を実現する。吸血鬼としての弱点はRNAが紫外線と高温・一部の金属イオンなどに弱いことから生じるものであり、且つ、薬物に適合できる者とそうでない者がいる。
薬品名はDNAとRNAの隷属関係になぞらえている（＝隷属（Vassal）が主（Lord）と融合すること）。
ノクティアン
ヴァッサロードによって吸血鬼へと転化した者たちが自称する名前。ラテン語の「夜」をもじった造語で、「夜の住人」「夜の種族」「夜の眷属」といったものとなる。

## 登場人物
ジョニー・レイフロ
声 - 藤原啓治
主人公の一人。呪縛をかけし者。ハンサムでセクシーな中年男性。ユーモアあふれる無邪気な言動の一方、本来は女性や子供を尊重し愛する紳士。特に身内に対する愛情は非常に強く、チャーリーのためなら自らの身命を擲つことも厭わない。かつて人間だった頃は想い焦がれた女性がいたものの、吸血鬼になった際にかけられた呪いのせいもあって、男性にしか性欲を抱くことができず、女性と性的に接触することができない。ジョニー・レイフロだけでなく、かつてはピジオンとも名乗っていた。
表向きは42歳のゲイホスト。豪邸を所有しているものの、第二話以降はチャーリーの住むマンションを間借りして拠点としている。吸血鬼になってからも人間社会に紛れ込み、「ヴァンパイアの社交（人間との関わり）」を続けている変わり種。
人間だった頃は某国の騎士だったが、隣国の襲撃の際、国のため、また想いを寄せていた王妃のため、ベリアルに持ちかけられた契約に乗ってしまい堕落した真祖ヴァンパイア。力を得る対価として3つのものを要求されるが、3つのうち2つは隣国によって先に失われたため、残りの2つを再び得て失うまでその悪魔に縛られ続けている。
剣術や空手の心得は達人並で、チャーリーと互角に切り結ぶことが出来る他、身体を無数の蝙蝠に変化させたり、自らの血液から使い魔を作り出すことも可能。最近は生き血ではなく輸血用血液を口にしているため、吸血鬼としての能力が著しく衰えている。
クリス / チャールズ＝J＝クリスフント
声 - 置鮎龍太郎（幼少 - 小野涼子〈ドラマCD〉 / クリステル・チアリ〈OVA〉）
主人公の一人。レイフロの隷属かつサイバーヴァンパイアハンター→相棒（パートナー）。通称チャーリー（渾名はチェリー）。長身かつマッシュルームカットの青年。145歳以上。戦災孤児で、飢えてさまよっていたところをレイフロに出会う。ロボット犬のサクラとは主従関係である。太陽を浴びても灰化せず、聖典等も平気で触れる。そのため親交のある枢機卿の支援を受けてヴァンパイアハンターとして活動していた。
カリフォルニア州サクラメントの高層マンションに、レイフロやミネアとともに住んでいる。非常に生真面目で信心深く、嫉妬深く、経験の浅さゆえか女性に免疫がない。レイフロを父親として慕い、彼と共に居ることを願っている。吸血鬼となった経緯は、神父に扮したレイフロと共に同じ教会に居た時、瀕死の重傷を負った時に隷属の選択を迫られたため。
アルフォードに強要され、クリストファー＝J＝ゴスとして華やかな芸能界デビューを飾り、さらに計画の大詰めとしてノクティアンの王として祀り上げられてしまった。奪還作戦後は信仰を捨て、レイフロ達を伴って元の自宅に戻り、ほぼ元通りの生活に戻ったが、時折モデル等やノクティアン人権活動家としても活動するようになり、多忙な日々を送っている。
ミネア
声 - 佐藤利奈
レイフロの身辺世話役。金髪猫目の涼しげなツンデレ美人。人と白猫の姿にいつでも変身できる。かつて人間に捕まり、見世物として過剰な虐待を受けていたところをレイフロに救われる。以後、レイフロに強い忠誠心を抱き、半ば押しかける形で彼の専属メイドに就任。レイフロには溺愛され、チャーリーからもその実直な性格を信頼されている。丁寧な物腰の持ち主だが性格はわりと過激で、ドラマCDなどではチャーリーに対しても辛辣な物言いをすることがある。
レイフェル・フォード
声 - 田中敦子
レイフロに瓜二つで、グラマラスな女ヴァンパイア。性格や行動パターンなどはレイフロに非常に似通っている。レズビアン寄りの両刀。童貞男が好き。チェリルを大切に思っているが、非常に気が多く、彼女からその浮気癖を度々咎められている。
ベリアルがレイフロの肋骨から創り出した、レイフロの女性体クローン。忌み嫌われる非処女（エヴァ）としての特性を与えられているために非常に誘惑に弱く、他者を誘惑することもやめられない。チェリルに執着しながらも浮気癖が治らない呪いを、穢れとして忌み嫌っている。また「我が子」に対する執着も強く、そこを悪魔につけこまれ一時操られたが、チェリルによって正気に戻った。
チェリル・シェーン・ケイツ
声 - 小野涼子
大きな丸眼鏡をかけ、ぱっつん前髪が特徴の少女。幼い頃のチャーリーと瓜二つ。生真面目で聡明、要領が良くしたたか。浮気に対して非常に厳しい。怒った時の迫力はレイフロやバリーすら震え上がらせた。普段は修道服を着用し、ヴァンパイアハンターとして活動している。
アーノルド＝パオレを先祖に持つヴェドゴニャで、死後に吸血鬼になることが運命付けられている。自身の身の丈を越える大鎌を軽々と振るう腕力を持つ他、大規模な対魔血界なども操れる。レイフェルと愛し合う仲で、死後吸血鬼と化した時は正式に彼女の隷属になることを誓っている。
クレイグ・バーンシュタイン
声 - 石塚運昇
体格のいい黒人の中年男性。アメリカ人。ロサンゼルス市警に務める、刑事歴27年の優秀なベテラン。右目の上に傷を持つ無愛想なヘビースモーカー。携帯電話と喫煙が禁止されている車両内で堂々とそれを破り、さらに死体の話をすると腹が減る変人。重要参考人の監禁や違法捜査も厭わない。洞察力と観察眼に長けている。
三年前に吸血鬼事件のとばっちりで娘を亡くして以来、アルフォード・ウェインとヴァッサロードの真相を追い続けている。警察上部の圧力により警察職を辞し、86を伴ってヌッラに接触を計った後、レイフロとチャーリーの奪還作戦に加担。事件終結後は警察に復帰した。
ハロルド＝ウェイン
声 - 佐藤利奈
右目に眼帯をつけた少年。愛称ハル。髪の色以外は幼少期のレイフロに酷似している。無邪気で活発な少年を演じているが、チャーリーよりも年上。非常に頭脳明晰で計算高く、クレイグさえも騙し通すほど嘘をつくのが上手い。アルフォードとして行動する時は機械じかけの義足を装着している。ヴァッサロードの開発実験を主導する傍らで、薬効によって吸血鬼となった者達のことをノクティアンと名付け、その王国を作ろうとしている。
正体は、製薬会社ウッズレイ社長アルフォード＝ウェイン。レイフロに接触するために無害な子供を装い、間接的にチャールズと関わりを持ち続けていた。あらゆる年代・あらゆる場所に残されていたレイフロの毛髪などの断片を集めて、レイフロのクローンや彼らに適合する薬品などを研究してきた、自称「ジョニー・レイフロの体の専門家」。レイフロの精子とレイフェルの卵子と代理母によって生まれた二人の実の子供である。吸血はしないが日光に弱く、どれだけ時間を経ても子供の姿のまま変わらないため、同じ場所に長期間とどまることが出来ずに各地を転々として生きてきた。バリーによって出生を知らされるまでは自分の存在に悩み、その後も吸血鬼を科学的に解明し、自分が「人間同士の間に生まれた」ことを証明しようと望んでいる。生みの母親に絶望したのか見知らぬ父親の愛に餓え、レイフロを追い求め、クレイグにも無意識に甘えていた。
レイモンド
声 - 藤原啓治
ウッズレイに造られたレイフロのクローンの内の1人。ヴァッサロードの販売員で、ウーディーンにヴァッサロードを売ろうとして失敗し、監禁されて凄惨な拷問を受けていた。
その際、自殺用の薬物を渡してきたアルフォードよりも、監禁場所から連れ出そうとしてくれたチャーリーと、回復のために血を分けてくれたレイフロを助けようと決めてアルフォードの元に戻った際、社交界デビューをさせられていたチャーリーの目に留まり、秘書に任命された。短髪に眼鏡の装いに改め、本来の主（アルフォード）以上の忠誠をチャーリーに示し、その礼としてチャーリーから「レイモンド」の名を与えられた。事件終結後はアルフォードの秘書を務める。
バリー
声 - 岸尾だいすけ
ベリアルによって作られた夢魔。首や心臓を失くすだけでは死なない。普段は長い髪を一つに編んで垂らした中性的な美青年だが、見る者に応じて性別と外見年齢を変化させることができる。不定期にレイフロを監視・干渉・陵辱する。ベリアル同様、レイフロへの執着が強い。アルフォードをこの世に誕生させた実行者。
チャーリーによってベリアルからの力の供給を断たれ、老いた姿で倒れていたところをレイフェルとチェリルに拾われる。生きながらえるための活力をレイフェルから分けてもらう代わりに、彼女達の命令に従ってレイフロの行方を捜す。事件終結後は中年の姿でレイフェル達の召使いのような事をしている。
メイラー・ハウゼン
声 - 中多和宏
ネオ・ユニオン教会の牧師。内外から客を招いた聖餐会の折、十字架に押しつぶされ瀕死となるが、ヴァッサロードにより吸血鬼化する。蘇生後は不死の存在を名乗り、自らのような存在の人権をヴァチカンに認めさせようと暗躍する。
アルフォードの配下として行動していたが、一方でレイフロへの興味からか彼の誘惑（アルフォードに内緒で時折レイフロの血を吸うこと）を受け入れていた。それがレイフロ脱出計画に利用されたと露見した際、アルフォードに殴打された。
劉夭頂（リウ・ウーディン / ウーディーン・リウ）
声 - 黒田崇矢
イタリアンマフィア・ヌッラの首領（ゼロ）。中国人。蒼白な凶相をしている男。ビンロウを好む。
非常に残虐で狡猾。冷静沈着で、人間離れした度胸と胆力を誇る。『栄誉ある男（マフィア）』としての誇りと美学に満ちた傑物。既婚者。ヴァッサロードの売り込みを受けたが、販売員の態度や言い回し、吸血鬼になることで制限される3つの事項が自分の好みにもニーズにも合わなかったことでヴァッサロードを拒絶、販売員を凄惨な拷問にかける。アルフォード殺害を謀るが、クレイグに阻止され逃走する。
ベアータ
声 - 斉藤佑圭
ウーディーンの妻である黒人。マフィア組織の中では側近のような立場。
86（エイティシックス） / ロザリオ・プロベンツァーノ
声 - 寺島拓篤
通称エイティ。麻薬中毒者でマゾヒスト。左目の瞼を負傷しているため常に刮目しており、変装の際には眼帯を装着する。ウーディーンの懐刀として活躍していたが、ヌッラを離脱して逃亡、クレイグに捕縛され、彼の自宅に監禁されていた。正体はヌッラのあるイタリアの大富豪プロベンツァーノ家の当主であり、私物としてブラックカードや大金を所持している。
腕は非常に立つが殺人を好まない。エキセントリックな言動が目立つ。ヌッラへの復帰を頑なに拒んではいるものの、ウーディーンのことは当時の“ワン”の名で呼び、嫌いな訳ではないらしい。不可視の存在「天使様」が見えているらしく、未来の先読みや知り得る筈のないことを知っていたりする。バリーに痛めつけてもらうことを報酬にクレイグ達のレイフロ＆チャーリー奪還作戦に協力し、戦力だけでなくその能力を活かしての作戦立案などに携わる。
天の御使いによって「ヴァンパイアの善悪を見定める」役目を負っており、天使や神のバックアップがついているため豪運且つほぼ無敵である。また聖書に語られる「火」とされ、神がヴァンパイアを悪と判断した場合は「硫黄」たるウーディーンと接触し、ヴァンパイアと神の歩兵が争う最終戦争の口火を切ることができる。
ベリアル
正真正銘の悪魔。狡猾な性格。騎士時代のレイフロを気に入り、自身と契約するよう仕向けて真祖に仕立て上げた張本人。その後もレイフェルやバリーを差し向け、高潔なレイフロが心身共に苦しむ姿を見て喜んでいる。終盤ではメイラーに憑依する。

### 各話ゲスト
プリンセス・マリー
声 - 門脇舞以
『幽宮のヘリオガバルス』ゲストキャラクター。
レイフロの隷属にして、彼に固執する可憐な美少女。亡国の王女であり、かつてレイフロが仕え想い焦がれた王妃の実子である。祖国が滅びた後にレイフロの眷属にされることで生きながらえたものの、吸血鬼と化してから多くの男を攫い、その生き血を啜る内に狂気に蝕まれたため、憐れんだレイフロによってヴァチカン関連の施設に500年以上封印されていた。その邪淫に満ちた生涯から『幽宮のヘリオガバルス』の異名を持つ。
ファミーユによって封印を解かれた時も、依然としてレイフロへの執着と狂気は薄れていない。最期は日光を浴び、灰化した。
ファミーユ
声 - 小林美佐
『幽宮のヘリオガバルス』ゲストキャラクター。
ヴァチカンのシスターで幽鬼物関係の専門家。研究材料としてレイフロを手に入れるため、ヴァチカンに無断でマリーの封印を解き、チャーリーに司祭就任の条件としてレイフロとマリーの交換を要求した。マリーによって瀕死の重傷を負い、レイフロの隷属となることを望むが、彼に見捨てられる。
サミュエル・カザン
声 - 秋元羊介
『ヒエロクルスの迷夢』ゲストキャラクター。
ネオ・ユニオン教会設立者で、元ユニテリアン・ユニヴァーサリスト。おおらかな主義のプロテスタント。2年前より体調を崩し、同時期に女性失踪事件の渦中に見舞われる。
ヴァッサロードの投薬によって「ぶよぶよの血袋」の吸血鬼に変貌、後に人間の皮から這い出して暴走。レイフロとレイフェルら四人のコンビネーションによって熱湯に溶けた。
ミランダ・シーガル
声 - 弓場沙織
『アーノルド・パオレと死の影』ゲストキャラクター。
映画『ラブ・イン・ザ・シン』で一躍トップスターになった女優。ヴァッサロードによって吸血鬼化していた。コンテナの運び屋を担った際、乗っていた飛行機ごと爆殺されそうになったところを、居合わせたレイフロとチャーリーに助けられるものの、落ち着かせるためにレイフロの血液を吸わせたことでバリーの不興を買い、乗用車ごと爆殺される。自分を救ったレイフロに恋心を抱いていた様子。
シュルツ
声 - 中村悠一
ACT1ゲストキャラ。メイラー牧師の「奇跡の生還」を施術したと豪語する医師。
トーマス
声 - 下野紘
ACT2ゲストキャラ。ホームレスで、祖母のように接していたホームレスの老婆（マーサ）が殺された事件を独自に追っていた。タフな少年。
ルーシー・オブライアン声 - 小林優子
ACT3ゲストキャラ。自称・オカルト研究家。ボルゴ村でのヴァンパイア事件を調査しているが、言動に不自然な点が目立つ。
プルート声 - 吉野裕行
ACT4ゲストキャラ。ミネアと同族で、黒猫の姿へ変身できる少年。バーンズに懐いているものの、自分の正体は伏せている。
ゲイリー・バーンズ声 - 大川透
ACT4ゲストキャラ。自分を襲う心霊現象に耐えかねて、チャーリーに除霊を依頼しに訪れた。非常に慌て者。最近妻に逃げられた。
ガイド声 - 遊佐浩二
コミック3初回限定特典のゲストキャラ。
アスムンド声 - 近藤隆
コミック4初回限定特典のゲストキャラ。
ロレッタ声 - 神田朱未
コミック5初回限定特典のゲストキャラ。
ジョセフ&ウォーカー
2人とも、コミック6初回限定特典のゲストキャラ。

## 単行本
第1巻（2006年3月10日）ISBN 978-4-86127-248-6
- 第1章『幽宮のヘリオガバルス』
- 第2章『ヒエロクルスの迷夢』
- 第3章『去りし黒きアッバ』

第2巻（2007年3月30日）ISBN 978-4-86127-371-1
- 第4章『アーノルド・パオレと死の影』
- 第5章『アディーの幽愁』
- 第6章『セツの試み』

第3巻（2009年3月10日）ISBN 978-4-86127-606-4
限定版：ISBN 978-4-86127-550-0（ドラマCD付）
- 第7章『インキュバスは一度名を呼ぶ』
- 第8章『ゾティクスの伽』
- 第9章『斯くプルシツは遊離を覗く』
- 第10章『ヌッラ、あるいはコーザノストラの亡霊』
- 第11章『ディルーポに降る雨（前編）』
- 第12章『ディルーポに降る雨（中編）』

第4巻（2010年3月10日）ISBN 978-4-86127-714-6
限定版：ISBN 978-4-86127-671-2（ドラマCD付）
- 第13章『ディルーポに降る雨（後編）』
- 第14章『カーディナルの緋の疑心』
- 第15章『エヴァの如く誘う者』
- 第16章『仮面舞踏会で晩餐を』
- 第17章『されどラウルは愛染を謳う』

第5巻（2011年3月15日）ISBN 978-4-86127-842-6
限定版：ISBN 978-4-86127-819-8（ドラマCD付）
- 第18章『無価値なる、されど美しきサタナス』
- 第19章『ドッペルゲンガーは忘却の俤』
- 第20章『狼少年とペルソナのマナー』
- 第21章『鳥籠の芝居と不機嫌な観客』
- 第22章『ブラフ、あるいは恋人と数独』
- 第23章『スケープゴートは強かに囓る』

第6巻（2012年3月15日）ISBN 978-4-86127-971-3
限定版：ISBN 978-4-86127-956-0（ドラマCD付）
- 第24章『コート・ダジュールの不夜城』
- 第25章『作戦コード〝Break your leg!〟（前編）』
- 第26章『作戦コード〝Break your leg!〟（後編）』
- 第27章『無辜に捧ぐ夜想曲』
- 第28章『ペーソスは花を闇路に探す』
- 第29章『黄昏の鷹の巣村は死神を拒まない』

第7巻（2013年3月15日） ISBN 978-4-8000-0114-6
- 第30章『彼のツォアルの如く消ゆ（前編）』
- 第31章『彼のツォアルの如く消ゆ（中編）』
- 第32章『彼のツォアルの如く消ゆ（後編）』
- 第33章『連なりの悲嘆』
- 第34章『涙声、クリプトを出で立つ』
- 最終章『誓えども有限の極夜』

## ドラマCD
- 「幽宮のヘリオガバルス」2008年10月22日、品番：FCCC-0133
- 「ヒエロクルスの迷夢」2008年11月27日、品番：FCCC-0134
- 「アーノルド・パオレと死の影」2009年2月25日、品番：FCCC-0135
- 「アディーの幽愁」2010年4月21日、品番：FCCC-0173
- 「インキュバスは一度名を呼ぶ」2011年5月11日、品番：FCCC-0193
- 「ディルーポに降る雨」2012年4月25日、品番：FCCC-0205

### オリジナルストーリー
- Act. I 白亜のコキュートス 2006年8月26日、品番：FCCC-0049
- Act. II 2007年3月21日、品番：FCCC-0050
- Act. III 2007年10月24日、品番：FCCC-0070
- Act. IV 2008年5月23日、品番：FCCC-0071

## ウェブラジオ
ウェブラジオ『「Vassalord.」Radio Station』が、2009年1月8日から2009年6月25日まで、アニメイトTVにて隔週木曜日に配信された（全12回）。パーソナリティは藤原啓治と置鮎龍太郎。ラジオ冒頭には毎回、レイフロとチャーリー、時にはゲストを交えてのショートドラマがある。ゲストは田中敦子（第四回）、小野涼子（第七回）。CDには抜粋編集で収録。
ライブイベント「Holy Communion」にて限定復活。
2013年5月24日にDJCD「Vassalord.」Last Festivalとしてラジオ形式のCDが販売された。
収録CD
- DJCD Vol.1 2009年6月24日、品番：FCCC-0150
- DJCD Summer Vacation 2009年8月26日、品番：VASSA-0001
- DJCD Holy Communion 2010年8月25日、品番：FCCC-0185
- DJCD Last Festival 2013年5月24日、品番：FFCC-0027

## OVA
2013年3月15日発売のコミックス7巻のアニメイト初回限定版に付属する映像作品。30分前後の短編アニメーションで、原作第一章「幽宮のヘリオガバルス」をベースに、第三章「去りし黒きアッバ」の断片的なシーンを挿入する形で編集されている。

### スタッフ
- 原作 - 黒乃奈々絵
- 監督・総作画監督 - 中澤一登
- キャラクターデザイン - 高橋成之、宮川智恵子
- 美術デザイン - アラルコン、青木智由紀、イノセユキエ
- エフェクト作画監督・ビジュアルエフェクト - 金子秀一
- 作画監督 - 藤原宏樹、田畑昭
- 色彩設計・色指定・デジタルペイント検査 - 境成美
- 美術監督 - 金子雄司
- 撮影監督 - 堀内美咲
- 編集 - 植松淳一
- 音響監督 - 長崎行男
- 音楽 - 黒色すみれ
- プロデューサー - 田頭伸哉
- アニメーションプロデューサー - 黒木類
- 制作 - Production I.G
- 製作 - MAG Garden

### 主題歌
メインテーマ「エデンの十字架」
作詞・作曲 - 佐藤由香
エンディングテーマ「Misunderstanding」
作詞・作曲 - 佐藤由香 / Bass - ニック・ケイタ / Brums - 前田一知 / Cello - 山崎明子 / Clap - 岸田昭男